# Eblisia ovulum
Eblisia ovulum är en skalbaggsart som först beskrevs av Schmidt 1897.  Eblisia ovulum ingår i släktet Eblisia och familjen stumpbaggar. Inga underarter finns listade i Catalogue of Life.